# Lysionotus chingii
Lysionotus chingii là một loài thực vật có hoa trong họ Tai voi. Loài này được Chun ex W.T. Wang mô tả khoa học đầu tiên năm 1983.